# Kružel

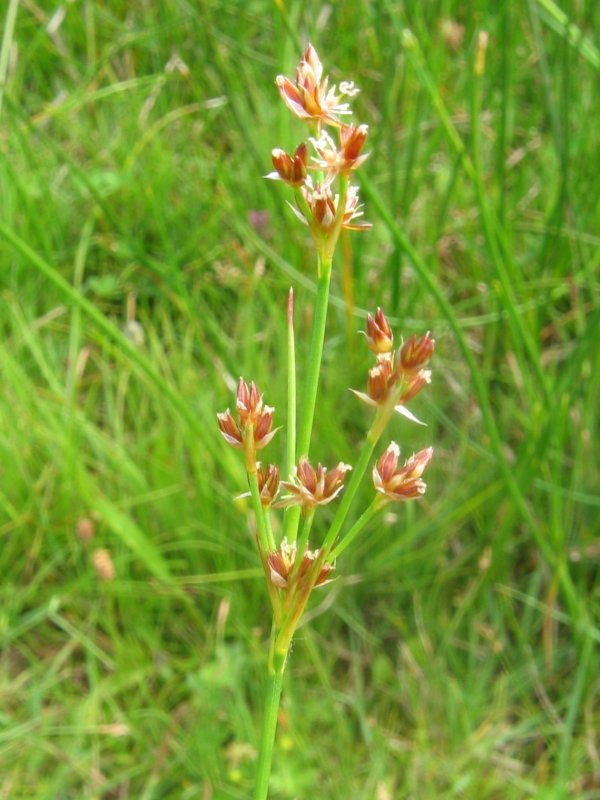
Kružel (Sítina článkovaná)

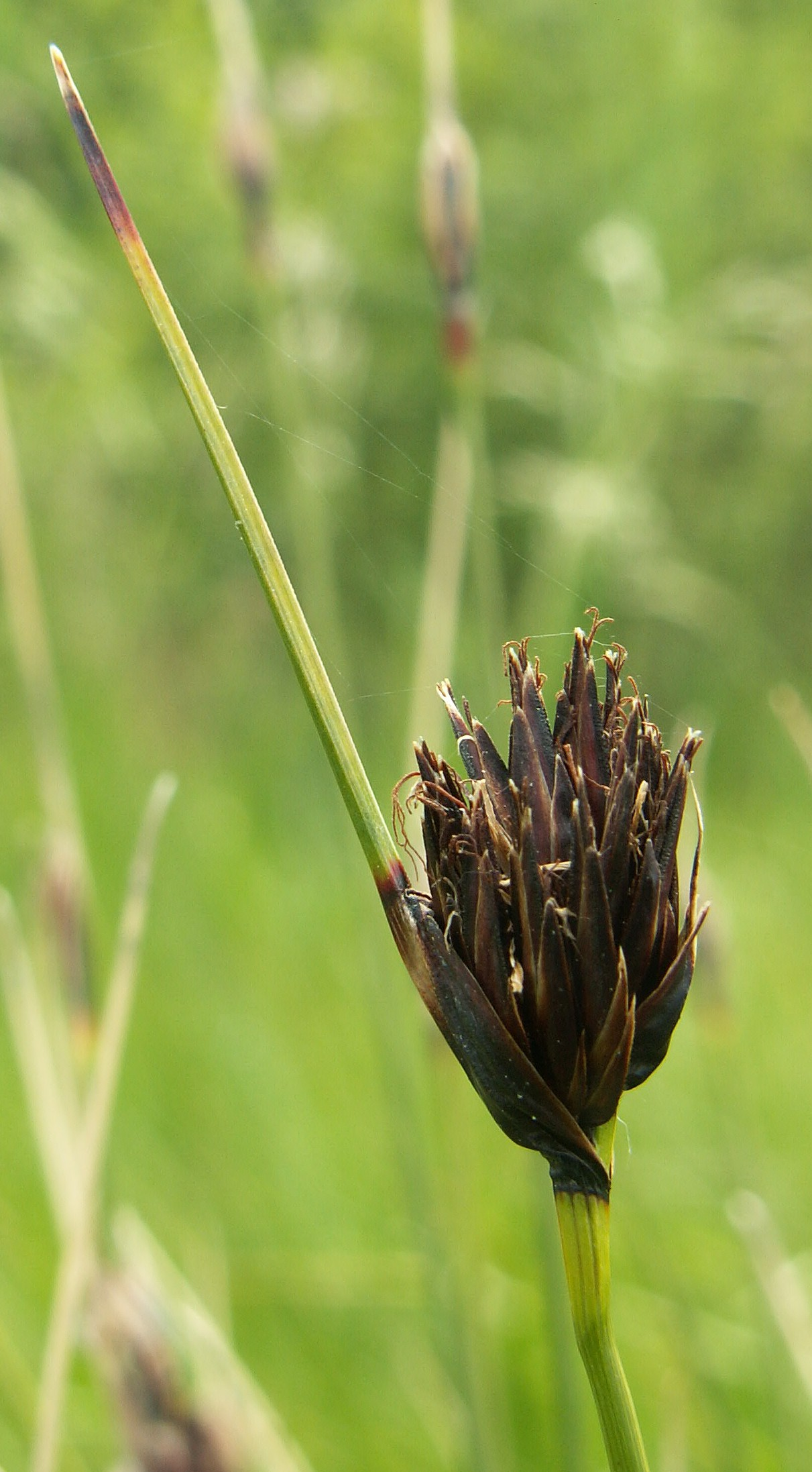
Stažený kružel (Šášina načernalá)

Kružel (lat. anthella) je jednoduché květenství patřící do skupiny vrcholičnatých. Vrcholičnatá květenství se vyznačují tím, že vřeteno (pokračování stonku v květenství) vyrůstá tak zkráceno, že ho boční větve přerůstají.
Kružel je typem mnohoramenného vrcholíku, u kterého postranní větve vyrůstající v nestejné výšce přerůstají hlavní vřeteno a jsou tím delší, čím dále od vřetene vznikají. Dále se samy větví podobně. 
Kružel hlávkovitě stažený je druhou variantou; zde jsou postranní větve silně redukovány a květy nahuštěny do tvaru připomínajícího hlávku.